# Cerastium fasciculatum
Cerastium fasciculatum är en nejlikväxtart som beskrevs av Friedrich Gottlieb Bartling. Cerastium fasciculatum ingår i släktet arvar, och familjen nejlikväxter. Inga underarter finns listade i Catalogue of Life.